# 禮帽 (電影)
《禮帽》是一部1935年的美國脫線歌舞喜劇電影，由雷電華電影公司製作。主演是佛烈·雅士提和琴吉·羅傑斯，音樂則由歐文·柏林製作。電影在票房和評價上都取得了巨大的成功，並且被選入AFI百年百大歌舞電影。

## 演員
- 佛烈·雅士提 飾 Jerry Travers
- 琴吉·羅傑斯 飾 Dale Tremont
- 艾華·埃弗雷特·霍爾頓（英语：Edward Everett Horton） 飾 Horace Hardwick
- 艾瑞克·羅德斯（英语：Erik Rhodes (actor, born 1906)） 飾 Alberto Beddini
- 海倫·布羅德里克（英语：Helen Broderick） 飾 Madge Hardwick
- 埃里克·布洛爾（英语：Eric Blore） 飾 Bates

著名小角色：
- 露西兒·鮑爾 飾 花店店員
- Gino Corrado（英语：Gino Corrado） 飾 威尼斯酒店經理
- 倫納德·穆迪（英语：Leonard Mudie） 飾 花售貨員
- 丹尼斯·奧克費（英语：Dennis O'Keefe） 飾 電梯乘客 / 舞蹈員
- 湯姆·里凱茨（英语：Tom Ricketts） 飾 Nervous Thackeray俱樂部服務員（未掛名）

## 外部連結
- 互联网电影数据库（IMDb）上《禮帽》的资料（英文）